# Direito de Execução Fiscal
Direito de Execução Fiscal é o ramo do Direito Processual Civil que se inicia após o trânsito em julgado da sentença condenatória tributária ou de outro ramo do direito que envolva o poder público, proferida por juízo competente para proferi-la ou ainda a partir da emissão extrajudicial da Certidão de Dívida Ativa 
A execução fiscal, pode ser compreendida como um paralelo da execução civil. Esta é um conjunto preordenado de atos que visa a satisfação de um crédito pelo devedor. A diferença na execução fiscal é que este devedor é um dos entes federativos do estado. Portanto, em grande parte dos países do mundo há um conjunto de normas específicas para tal tipo de cobrança, constituindo um peculiar ramo do direito. 

## No Brasil
Assim diz o Lei de Execução Fiscal em seu artigo 1º:  determina que "A execução judicial para cobrança da Dívida Ativa da União, dos Estados, do Distrito Federal, dos Municípios e respectivas autarquias será regida por esta Lei e, subsidiariamente, pelo Código de Processo Civil.." Esse artigo determina a criação de um microssistema jurídico para a execução dos créditos do estado brasileiro.
O Art. 2º da referida lei ainda especifica que "Constitui Dívida Ativa da Fazenda Pública aquela definida como tributária ou não tributária na Lei nº 4.320, de 17 de março de 1964, com as alterações posteriores, que estatui normas gerais de direito financeiro para elaboração e controle dos orçamentos e balanços da União, dos Estados, dos Municípios e do Distrito Federal.". Desta forma, tanto a dívida tributária, que é a que se origina do não pagamento de impostos, contribuições de melhoria, empréstimos compulsórios, e contribuições sociais, de acordo com o Código Tributário Brasileiro quanto as demais dívidas com o estado brasileiro podem ser cobradas a partir do rito da execução fiscal. 
O direito do Estado de executar seus créditos vem se evoluindo durante a História da humanidade. Partindo da ideia de que o devedor não é sujeito sem direitos fundamentais, a Constituição da República de 1988 coloca limites a esse direito público que colide com direitos individuais fundamentais da pessoa humana. Cite-se que até pouco tempo a prisão por dívidas nos contratos por depósito era admitida pelo ordenamento jurídico. Hoje o Direito de Execução Fiscal é marcado pelo império do princípio da legalidade e de demais direitos e garantias fundamentais 